# Kranenburg (Niederrhein)

Lage von Kranenburg-Ort in Kranenburg

Die Gemeinde Kranenburg (amtliche Schreibweise bis zum 9. Juni 1936: Cranenburg) liegt am unteren Niederrhein im Nordwesten von Nordrhein-Westfalen und ist eine kreisangehörige Gemeinde des Kreises Kleve im Regierungsbezirk Düsseldorf. Sie befindet sich an der niederländischen Grenze bei Nijmegen und ist Mitglied der Euregio Rhein-Waal. In Kranenburg besteht ein großer Anteil an niederländischen Einwohnern.

## Geografie

### Gemeindegebiet
Die Gemeinde Kranenburg gliedert sich in folgende Ortsteile
(nach Einwohnerzahl):
- Kranenburg
- Nütterden
- Schottheide
- Wyler
- Mehr
- Frasselt
- Zyfflich
- Niel
- Grafwegen

Große Teile des Gemeindegebietes sind unbesiedelte Naturlandschaft, im Süden der Reichswald, im Norden die Rheinniederung der Düffel.

### Nachbargemeinden/-städte
Die Gemeinde Kranenburg grenzt im Osten an die Stadt Kleve, im Südosten an die Stadt Goch, im Südwesten an die Gemeinde Gennep (Provinz Limburg, NL), im Westen und im Norden an die Gemeinde Berg en Dal (Provinz Gelderland, NL).

## Geschichte

Kranenburg im Jahr 1563. Ansicht vom Hochaltar der katholischen Pfarrkirche

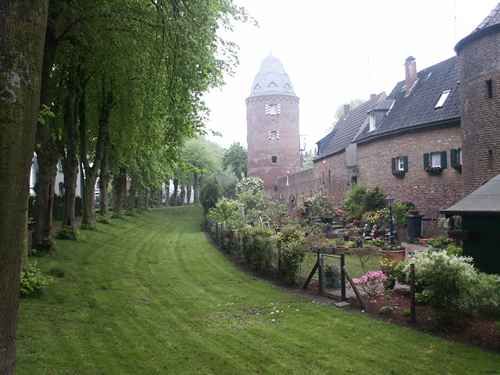
Stadtwall und Mühlenturm

### Mittelalter
Kranenburg entstand im 13. Jahrhundert als Gründung der Klever Grafen. Eine Burg Kranenburg ist erstmals 1270 belegt; bereits zu Lebzeiten Dietrichs Luf von Kleve († 1277) hat eine Kirche bestanden. 1294 besaß der Ort Stadtrecht. Im Umfeld fand durch Waldrodung ein Landesausbau statt, so in Frasselt und Schottheide. Durch die Auffindung des „Wundertätigen Kreuzes“ 1308 wurde Kranenburg zu einem bedeutenden Wallfahrtsort.
Im 13. Jahrhundert verpfändeten die Grafen von Kleve Burg, Stadt und Land Kranenburg an Gerhard von Horn. Zwischen dessen Sohn und Erbe Dietrich von Horn und den Klever Grafen kam es zu Kämpfen wegen der Ablösung der Verpfändung und der Erbnachfolge im Grafenamt. Diesen Streit beendete ein Schiedsspruch der Herzogin Johanna von Brabant 1370: Das Pfand wurde von Graf Adolf I. von Kleve abgelöst, die zu zahlende Ablösesumme betrug 30.000 Goldschilde.
Zu dieser Zeit besaß die Stadt Kranenburg eine erste Befestigung. Um die Wende vom 14. zum 15. Jahrhundert wurden eine neue Burg und eine steinerne Befestigungsanlage mit zwei Toren und einer bislang ungeklärten Zahl von Türmen errichtet, der südlichste als Stadtwindmühle. In der ersten Hälfte des 15. Jahrhunderts erlebte die Stadt eine Blütezeit, die ihren Ausdruck im Bau einer großen gotischen Kirche fand. 1436 wurde das Zyfflicher Martinsstift nach Kranenburg verlegt, 1445/46 ein Schwesternkonvent als Filiale des Klever Schwesternhauses vom Berg Sion in der Kranenburger Mühlenstraße eingerichtet. 1457 wurde in Kranenburg der Vertrag beschlossen, der die Münsterische Stiftsfehde beendete.

### Frühe Neuzeit
Mehrere Stadtbrände und Hochwasserkatastrophen brachten den Ort seit dem Ausgang des Mittelalters um seinen früheren Wohlstand. Mit dem Aussterben des Jülich-Kleve-Bergischen Herzoghauses 1609 fiel Kranenburg mit dem Herzogtum Kleve an Brandenburg-Preußen. Der Große Kurfürst vergab Kranenburg 1675 an seinen Leibarzt Arnold Fey; nach dessen Tod 1678 fiel der Ort an Brandenburg zurück. Um 1650 wurde eine reformierte Gemeinde in Kranenburg gegründet, die 1723 eine kleine Kirche beziehen konnte. 1789 zerstörte ein Stadtbrand das historische Rathaus. Die baufälligen Stadttore wurden um 1800 abgebrochen.

### 19./20. Jahrhundert
In der Franzosenzeit war Kranenburg Kantonssitz im Département de la Roer und zeitweise nördlichster Punkt des französischen Staates, verlor aber seinen Status als Stadt. Das Martinsstift und der Katharinenkonvent wurden 1802 säkularisiert. Nach dem Wiener Kongress bildeten die Orte Kranenburg, Nütterden und Frasselt-Schottheide die Bürgermeisterei Kranenburg. 1936 wurde Grafwegen, das vorher zu Kessel gehört hatte, Kranenburg zugeschlagen. Kranenburg blieb bis ins 20. Jahrhundert stark von der Landwirtschaft geprägt.

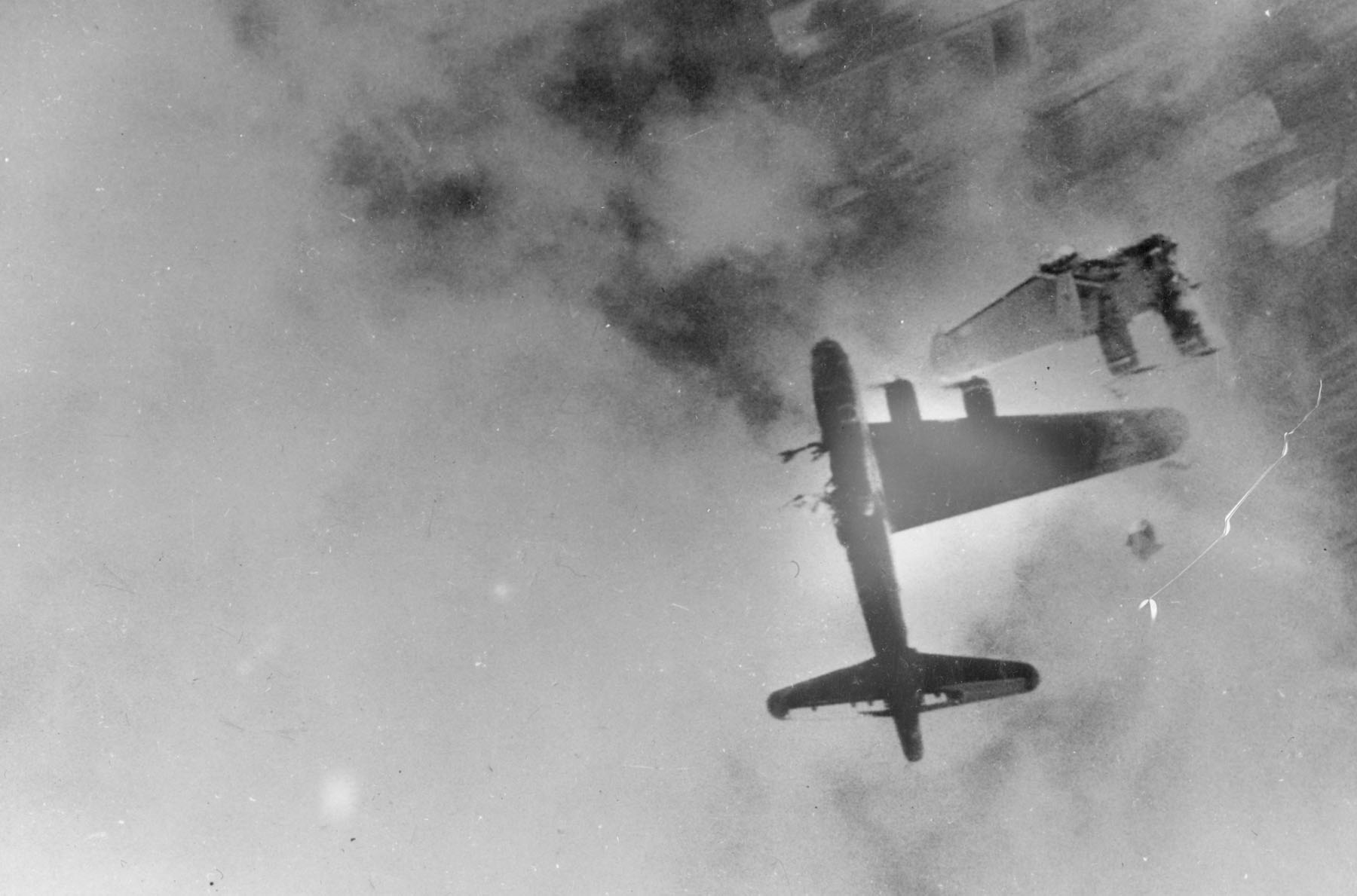
Abschuss einer amerikanischen Boeing B-17 über Kranenburg

Im Kriegswinter 1944/45 wurde der Ort schwer in Mitleidenschaft gezogen.
Am 7. Februar 1945 begannen westalliierte Truppen die Schlacht im Reichswald. Kranenburg wurde am 10. Februar von ihnen besetzt.
Ende März 1945 schlugen sie bei Wesel einen Brückenkopf über den Rhein (Operation Plunder).
Nach dem Zweiten Weltkrieg wurden die Gemeinden Wyler und Zyfflich dem Amt Kranenburg hinzugefügt. Die Gemeinde Kranenburg in ihrer heutigen Form entstand am 1. Juli 1969 beim ersten kommunalen Neugliederungsprogramm in Nordrhein-Westfalen. Die Gemeinden Kranenburg (mit Nütterden, Frasselt, Schottheide und Grafwegen), Wyler und Zyfflich des Amtes Kranenburg sowie die Gemeinden Mehr und Niel des Amtes Rindern wurden zur neuen Gemeinde Kranenburg zusammengeschlossen.
Am 1. Januar 1975 wurde im Zuge des zweiten Neugliederungsprogramms in Nordrhein-Westfalen der Altkreis Kleve mit dem ehemaligen Kreis Geldern und Teilgebieten der Kreise Moers und Rees zum neuen niederrheinischen Großkreis Kleve zusammengefügt.

### Einwohnerentwicklung
Die folgenden Angaben beziehen sich auf das heutige Gebiet der Gemeinde Kranenburg.
| Jahr | Einwohner |
| ---- | --------- |
| 1950 | 5.620     |
| 1960 | 6.222     |
| 1970 | 7.840     |
| 1975 | 7.860     |
| 1980 | 7.842     |
| 1985 | 7.882     |
| 1990 | 7.957     |
| 1995 | 8.526     |

| Jahr | Einwohner |
| ---- | --------- |
| 2000 | 9.282     |
| 2005 | 9.845     |
| 2010 | 9.963     |
| 2015 | 10.648    |
| 2017 | 10.576    |
| 2020 | 10.981    |
| 2022 | 11.181    |

Einwohnerentwicklung von Kranenburg von 1950 bis 2017 nach nebenstehender Tabelle

In den Ortsteilen, die zu Kranenburg gehören, leben um die 3000 Niederländer (2017). Oftmals arbeiten sie in den Niederlanden. Bei nur rund 11.000 Einwohnern insgesamt ist das ungefähr ein Viertel. Ein Haus in Kranenburg ist für Niederländer attraktiv, weil die Immobilien in Deutschland weniger kosten und auch die Lebenshaltungskosten allgemein niedriger sind. Für die Gemeinde Kranenburg entsteht der Nachteil, dass die niederländischen Einwohner meist die Einkommenssteuer in den Niederlanden entrichten, wo ihre Arbeitsplätze sich befinden. Die Niederländer integrieren sich eher wenig, meinte der Bürgermeister Günther Steins im Jahr 2014 gegenüber einer niederländischen Zeitung. Dies gelte aber auch für Zugezogene aus der Großstadt Duisburg. Darüber hinaus fahren viele Niederländer aus den niederländischen Grenzgemeinden am Wochenende nach Kranenburg, um dort günstig zu tanken und einzukaufen.
Laut Duitslandinstituut.nl hat der Zuzug von Niederländern durchaus wirtschaftliche Vorteile für Kranenburg, deren Einwohnerschaft tendenziell überaltert war. Dank der Kaufkraft der Niederländer kam es zu drei Supermärkten und einer Reihe von Einzelhandelsgeschäften. Anders als in früheren Zeiten integrieren sich die Niederländer aber wenig, seitdem sie in größerer Anzahl in Kranenburg wohnen. Sie arbeiten in den Niederlanden, und auch ihre Kinder besuchen dort eine Schule und einen Sportverein. Niederländische Enklaven erkenne man leicht an den Neubauten, die dank der flexiblen deutschen Bauvorschriften nach individuellem Geschmack gebaut werden könnten, so Bas de Rue. In manchen Neubaugebieten liege der Anteil der Niederländer bei 90 Prozent.

## Politik
- SPD: 7
- Grüne: 5
- WG Bür: 3
- FDP: 2
- CDU: 11

### Gemeinderat
Die Ergebnisse der Kommunalwahlen seit 2009 zeigt die Tabelle.
| Partei          | 2020    | 2020    | 2014    | 2014    | 2009 |
| Partei          | %       | Sitze   | %       | Sitze   | %    |
| --------------- | ------- | ------- | ------- | ------- | ---- |
| CDU             | 39,57   | 11      | 48,3    | 13      | 52,0 |
| SPD             | 24,42   | 7       | 31,4    | 9       | 29,3 |
| GRÜNE           | 17,81   | 5       | 11,4    | 3       | 9,1  |
| FDP             | 6,01    | 2       | 9,0     | 3       | 9,7  |
| WG Bür1         | 12,19   | 3       | –       | –       | –    |
| Wahlbeteiligung | 49,35 % | 49,35 % | 47,61 % | 47,61 % |      |

1WG Bür: Wählergemeinschaft Bürgerdialog
Im April 2022 wechselte einer der CDU-Ratsherren zur SPD.

### Bürgermeister
Zum Bürgermeister der Gemeinde Kranenburg wurde 2020 mit 50,99 % der Stimmen Ferdi Böhmer (CDU) gewählt.
Sein Vorgänger war Günter Steins (CDU). Bei der Bürgermeisterwahl am 13. September 2015 wurde er, unterstützt von CDU und FDP, mit 2.508 Stimmen (66,0 % aller Stimmen) wiedergewählt. Seine Gegenkandidatin Tatjaana Kemper erhielt 1.292 Stimmen (SPD, 34,0 %). Die Wahlbeteiligung lag bei 44,91 %, somit wurden insgesamt 3875 Stimmen abgegeben, davon waren 75 ungültig (1,9 %).

### Wappen, Siegel, Banner und Logo
Der Gemeinde Kranenburg ist mit Urkunde des Regierungspräsidenten in Düsseldorf vom 28. Juli 1972 die Führung eines Wappens, eines Dienstsiegels und Banners genehmigt worden. Die Gemeinde führt außerdem ein Logo.

Wappen
Siegel
Banner
Logo

Blasonierung: „In Rot eine gezinnte goldene (gelbe) Stadtmauer mit einem goldenen (gelben) Torturm, auf der je ein silberner (weißer) Kranich, einander zugewendet und ein Bein gegen den Turm gestellt.“
Das Wappen ist „redend“ und entstammt einem alten Stadt- und Schöffensiegel der ehemaligen mittelalterlichen Stadt im Kranichenbruch (Stadtrechte von ca. 1290–1800).
Beschreibung des Siegels: „Umschrift oben: “GEMEINDE KRANENBURG” - Umschrift unten: “KREIS KLEVE” - Siegelbild: In Umrißzeichnung ohne Schild das Wappen der Gemeinde.“
Beschreibung des Banners: „Rot-gelb im Verhältnis 1:1 längsgestreift mit dem Gemeindewappen ohne Schild im roten Bannerhaupt.“

### Städtepartnerschaft
Kranenburg unterhält seit 2001 gemeinsam mit seinen niederländischen Nachbargemeinden Groesbeek und Ubbergen eine Partnerschaft mit der Stadt Körmend in Ungarn.

## Kultur und Sehenswürdigkeiten

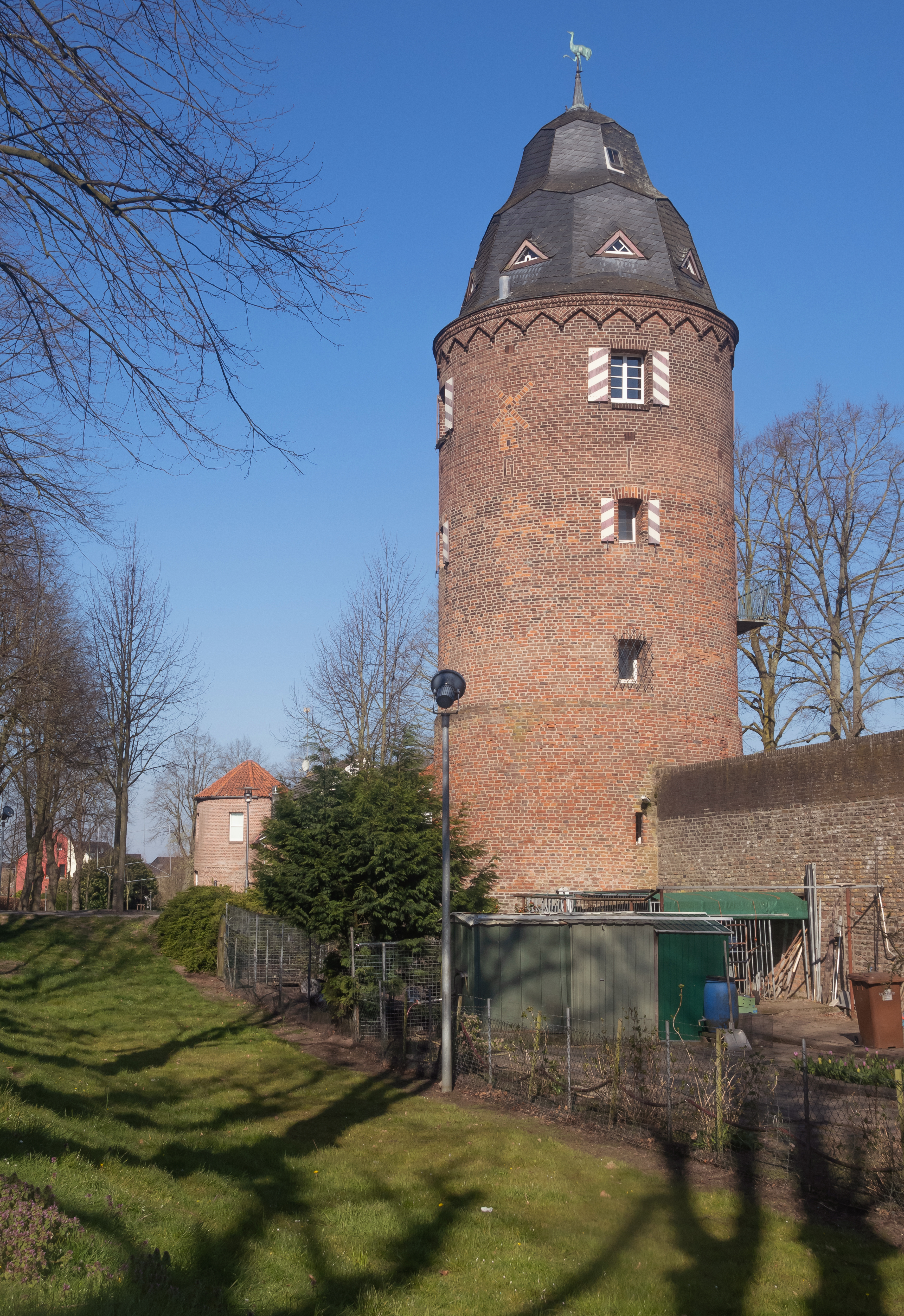
Mühlenturm

### Theater
- Guck-Mal-Theater Kranenburg
- Bühnenfreunde Mehr e. V.

### Musik
- Musikverein Kranenburg e. V.
- Musikzug der Allgemeinen Schützengesellschaft Nütterden e. V.
- Musikverein 1923 Zyfflich e. V.

### Bauwerke
- Denkmalliste der Gemeinde Kranenburg

Kranenburg

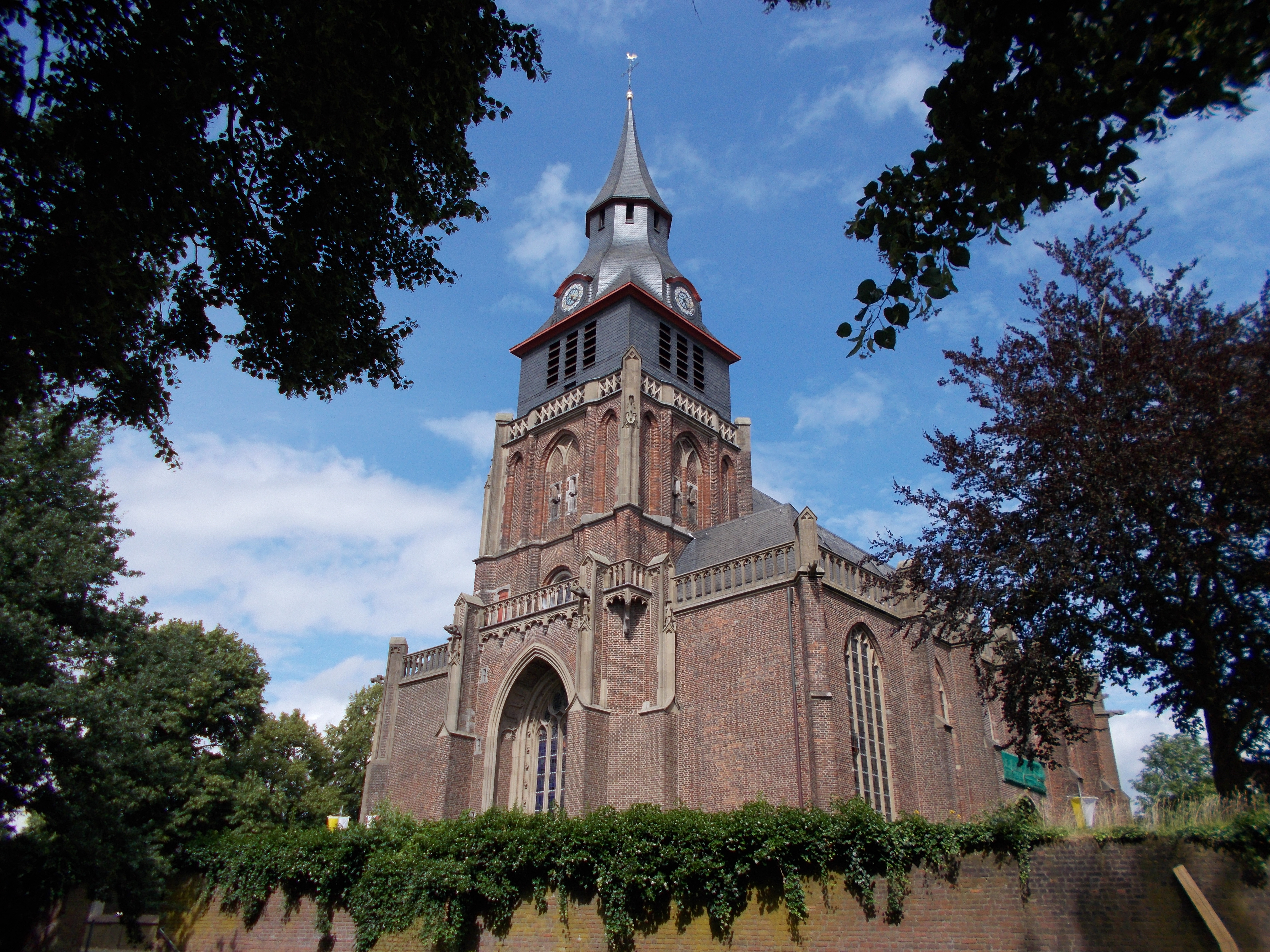
Pfarrkirche St. Peter und Paul in Kranenburg (15. Jahrhundert)

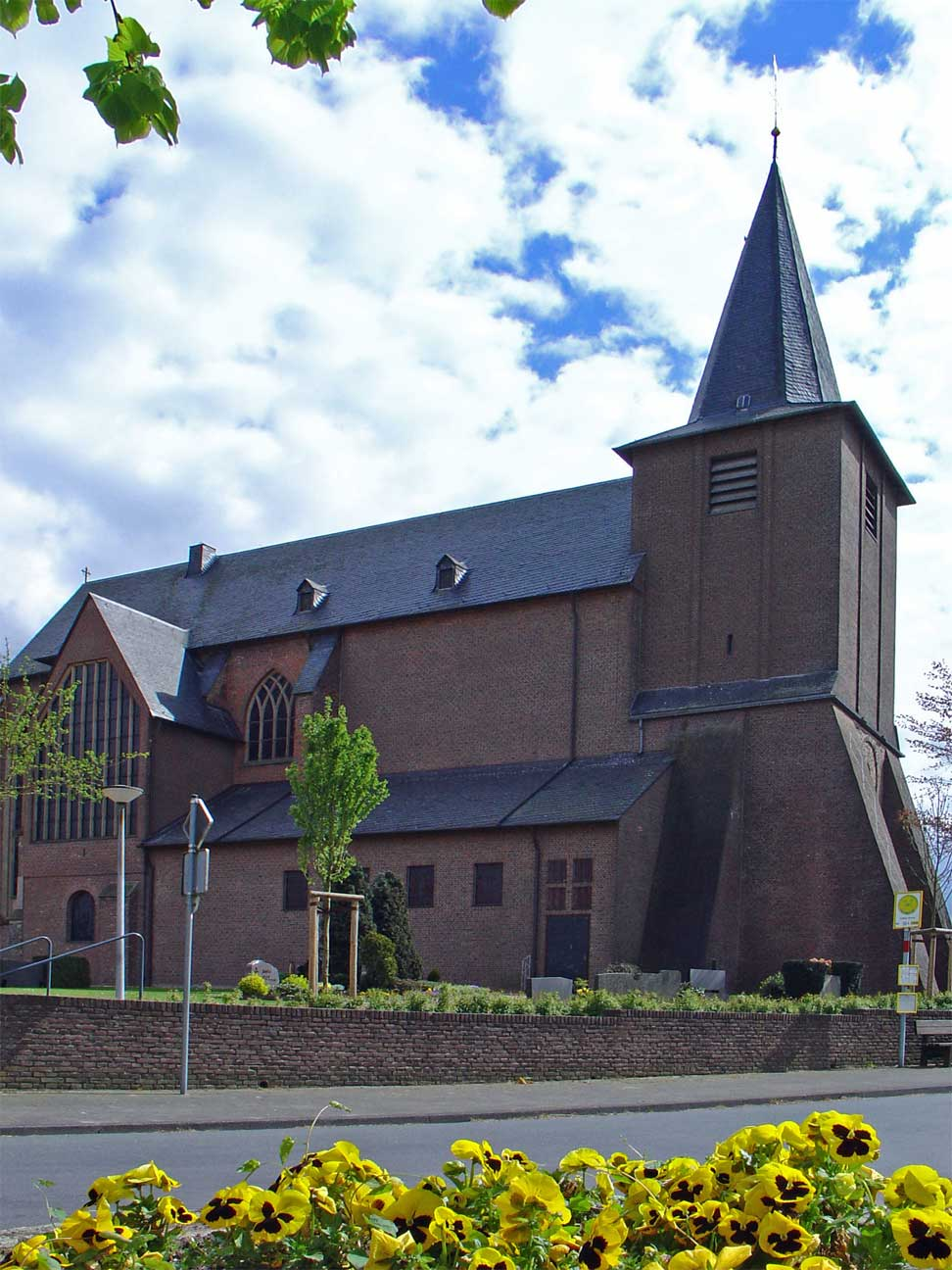
St. Martinskirche in Zyfflich (11. Jahrhundert)

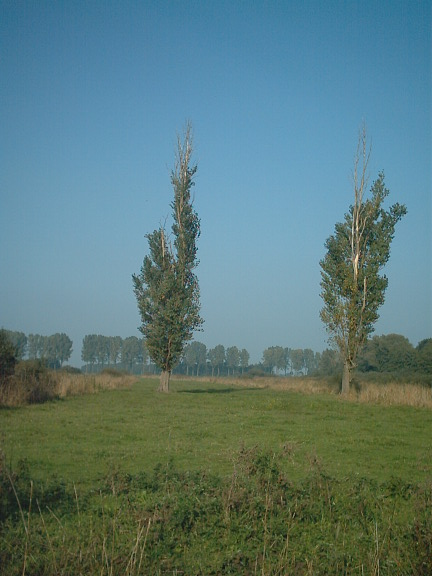
Naturschutzgebiet Kranenburger Bruch

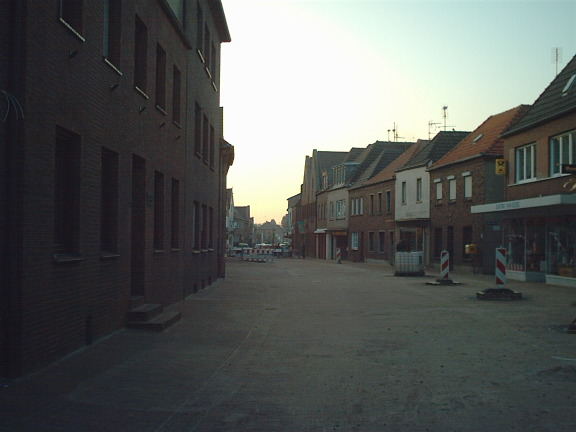
Die Große Straße während der Umgestaltung 2006

- katholische Pfarrkirche St. Peter und Paul (von 1436 bis 1802 Stiftskirche)
- Museum Katharinenhof
- Mühlenturm mit ortsgeschichtlicher Ausstellung
- evangelische Kirche
- Reste der Stadtmauer und des Stadtwalls

Zyfflich
- katholische Pfarrkirche St. Martin

Niel
- katholische Pfarrkirche St. Bonifatius

Mehr
- katholische Kirche St. Martinus
- Haus Zelem
- Windmühle

Frasselt
- katholische Kirche St. Antonius

Nütterden
- katholische Pfarrkirche St. Antonius

Wyler
- alte und neue katholische Pfarrkirche St. Johannes Baptist

### Naturschutz
Die NABU-Naturschutzstation Niederrhein engagiert sich in der Düffel bei Kranenburg unter anderem für den Schutz der arktischen Wildgänse wie der Graugans, die hier in großer Zahl überwintern, und für die hier brütenden bedrohten Wiesenvögel wie den Kiebitz oder die Uferschnepfe.

### Vereine
- Verein für Heimatschutz 1922 e. V. Kranenburg

## Wirtschaft und Infrastruktur

### Flugverkehr
Die nächstgelegenen Flughäfen sind der Flughafen Niederrhein in Weeze und der Flughafen Düsseldorf.

### Busverkehr
Im kommunalen Personennahverkehr verkehrt die Schnellbuslinie SB58 des VRR zwischen Emmerich und Nijmegen, die Linie 55 des VRR zwischen Kleve und Kranenburg, die Linie 59 des VRR zwischen Kleve und Kranenburg sowie die Linie 57 der niederländischen Hermes (Breng) zwischen Kranenburg und Nijmegen.
Für den gesamten öffentlichen Personennahverkehr (ÖPNV) gilt der Tarif des Verkehrsverbundes Rhein-Ruhr (VRR) und tarifraumüberschreitend der NRW-Tarif.

### Schienenverkehr
Bis 1991 bestand SPNV auf der Linksniederrheinischen Strecke von Kleve über Kranenburg nach Nijmegen. Seit dem Frühjahr 2008 sind auf einem Teil dieses Abschnittes Draisinenfahrten für bis zu 14 Personen zwischen Kleve und Groesbeek möglich. Der ehemalige Kranenburger Bahnhof beherbergt heute das „Caféhaus Niederrhein“ sowie das „Besucherzentrum De Gelderse Poort Kranenburg“. Dies ist eine Informationsstelle der örtlichen Gemeindeverwaltung und des NABU.
Der Betrieb auf der 1912 eröffneten Straßenbahnstrecke Kleve–Kranenburg–Wyler war 1960 eingestellt worden.

### Straßenverkehr
Im Fernstraßenbereich ist Kranenburg an die Bundesstraßen 9 und 504 angebunden.
Nach der Umgestaltung der „Großen Straße“ im Jahr 2006 wurde das Zentrum der Ortschaft als verkehrsberuhigte Zone umgestaltet. Der Verkehr zwischen Kleve und Nijmegen wird nun über eine Umgehungsstraße um den Ort herum geleitet.

### Radverkehr
Im Sommer 2019 wurde die Europa-Radbahn, gefördert durch das Bundesministerium für Umwelt, Naturschutz und nukleare Sicherheit (kurz BMU) sowie das Ministerium für Verkehr des Landes Nordrhein-Westfalen (kurz VM NRW), fertiggestellt. Die Radbahn beläuft sich auf eine Gesamtlänge von 11 Kilometer sie verbindet auf direkter Linie die Stadt Kleve, die Gemeinde Kranenburg sowie die umliegenden Dörfer, mit dem niederländischen Nijmegen. Bei der Trasse handelt es sich um eine Straße, ausschließlich für Verkehrsmittel die auch auf einem herkömmlichen Radweg zugelassen sind, die parallel zu den Schienen der Draisine verläuft. An den Übergängen wurden eigene Ampelanlagen mit Bewegungssensor angebracht. Die Gesamtkosten belaufen sich auf 6,5 Mio. Euro, diese Verteilen sich auf das BMU mit 4,3 Mio. Euro, das VM NRW mit 921.000 Euro sowie die Kommunen Kleve und Kranenburg selbst, mit 1,3 Mio. Euro.

### Medien
Örtliche Presseberichterstattung erfolgt in der Rheinischen Post und der Neuen Ruhr Zeitung. Kostenlos verteilt werden die Niederrhein Nachrichten und die deutsch-niederländische Zeitung De Rozet.

## Persönlichkeiten
- Gisbert Schairt (1380–1452), Baumeister
- Johann von Vlatten (um 1498–1562), Humanist und Propst von Kranenburg
- Theodor Poelmann (1510–ca. 1580), Philologe wikisource
- Diederich Pies (1590–ca. 1666), Regimentsfeldscher („Piesacken“)
- Alexander von Spaen (1619–1692), kurbrandenburgischer Generalfeldmarschall
- Heinrich Leonhard Brügman (1832–1893), in Nütterden geborener Industrieller, Gründer und langjähriger Direktor der Dortmunder Union-Brauerei
- Peter Heinrich Thielen (1839–1908), Komponist
- Alphons J. van der Grinten (1852–1921), Kartograf
- Jürgen Dahl (1929–2001), Journalist und Autor
- Hans van der Grinten (1929–2002), Kunstsammler, Museumsdirektor, Schriftsteller und bildender Künstler
- Franz Joseph van der Grinten (1933–2020), Kunsthistoriker, Kunstsammler und Künstler
- Rolf Kramer (* 1938), Sportreporter
- Barbara Adamek (* 1950), Malerin und Objektkünstlerin
- Engelbert Lütke Daldrup (* 1956), Stadtplaner und Staatssekretär
- Jean-Pierre Wils (* 1957), Religionswissenschaftler und Philosoph
- Vanessa Daun (* 1974), Schauspielerin, Beraterin, Coach und Trainerin
- Robert Nippoldt (* 1977), Grafiker und Illustrator
- Mara Delius (* 1979), Literaturwissenschaftlerin, Literaturkritikerin und Journalist